# Alcol, pupe & pallottole
Alcol, pupe & pallottole (Booze, Broads, & Bullets) è il sesto volume della serie a fumetti Sin City di Frank Miller, che raccoglie undici racconti brevi pubblicati originariamente sulla rivista Dark Horse Comics.

## Trama

### Un sabato notte come tanti
La storia inizia con Marv che, risvegliatosi in mezzo alla strada, cerca di ricordare come sia finito lì, pieno di ferite e braccato da un gruppo di teppisti

### Palla di lardo e Bamboccetto
Storia breve che ci mostra una discussione fra Palla di lardo e Bamboccetto, due sicari noti per la loro mania di parlare continuamente con un linguaggio forbito. Motivo della discussione è la voglia di Palla di lardo di tenersi le scarpe della loro ultima vittima...

### Il cliente ha sempre ragione
Un'affascinante ragazza impegnata ad ammirare il panorama notturno della città viene avvicinata e successivamente sedotta da un affascinante ragazzo. Lei accenna al fatto che è spaventata e che è stufa di fuggire, quando viene rivelato che il giovane seduttore è in realtà un killer assoldato per ucciderla.

### Notte silente
In questa storia Marv è impegnato a cercare Kimberly, una bambina rapita giorni prima. Particolarità di questo racconto è l'assoluta mancanza di parole o onomatopee, che rende il racconto "silente".

### E dietro la porta numero tre...
Wendy e Gail riescono ad individuare un uomo che pensano sia il responsabile dei recenti omicidi di prostitute. Sarà però Miho a fargliela pagare...

## Altri media
L'episodio Il cliente ha sempre ragione è stato trasposto, assieme alle storie lunghe Un duro addio, Un'abbuffata di morte e Quel bastardo giallo, come prologo della versione cinematografica, mentre Un sabato notte come tanti è stato inserito nel sequel/prequel Sin City - Una donna per cui uccidere.